# جیمز کرافورد (حقوقدان)
جیمز ریچارد کرافورد (زادهٔ ۱۴ نوامبر ۱۹۴۸ – درگذشتهٔ ۳۱ مهٔ ۲۰۲۱) یک دانشگاهی و متخصص در استرالیا در زمینه حقوق بین‌الملل عمومی بود. وی در نوامبر ۲۰۱۴ به مدت ۹ سال به عنوان قاضی دیوان بین‌المللی دادگستری انتخاب شد و در فوریه ۲۰۱۵ کرسی خود را در دادگاه گرفت. از ۱۹۹۰ تا ۱۹۹۲ کرافورد استاد دانشکده حقوق سیدنی بود که از سال ۱۹۸۶ تا ۱۹۹۲ نیز استاد حقوق بین‌الملل بود. از سال ۱۹۹۲ تا ۲۰۱۴، استاد حقوق بین‌الملل در دانشگاه کمبریج و فلو (همکار علمی) حقوق در کالج عیسی، کمبریج بود. وی همچنین پیش از این مدیر مرکز حقوق بین‌الملل لاوترپاشت کمبریج بود.

## سنین جوانی و تحصیل
کرافورد در سال ۱۹۴۸ در آدلاید در استرالیا جنوبی متولد شد، و در دبیرستان برایتون و دانشگاه آدلاید به عنوان دانشجوی کارشناسی ارشد شرکت کرد و مدرک لیسانس حقوق خود را در ۱۹۷۱ و لیسانس هنر (رشته تاریخ و سیاست انگلیسی) در همان سال دریافت کرد. . وی در دوران تحصیل در دانشگاه آدلاید، ابتدا با رشته حقوق بین‌الملل در تماس بود و دوره کارشناسی در موضوع تدریس شده توسط DP O'Connell، که بعداً به عنوان استاد حقوق بین‌الملل شیچل در دانشگاه آکسفورد منصوب شد. کرافورد بعداً اوکونل را به آکسفورد ترک کرد، در کالج دانشگاه، آکسفورد پذیرفته شد و دکترای خود را در زمینه ایجاد کشورها در حقوق بین‌المللی تحت نظارت یان براونلی به اتمام رساند، فارغ‌التحصیل سال ۱۹۷۷.

## حرفه

### شغل دانشگاهی
کرافورد همچنین به عنوان یک داور بین‌المللی یک تحول اساسی را ایجاد کرده است، و در اختلافات مربوط به وضعیت سرمایه‌گذار که توسط مرکز بین‌المللی حل و فصل اختلافات سرمایه‌گذاری ("ICSID") انجام شده و در مواردی که مربوط به قانون دریا است، شهرت خاصی ایجاد کرده است. محدود کردن مرز دریایی. اختلافات مهمی که کرافورد در آن به عنوان داور نشسته است شامل لارسن علیه هاوایی پادشاهی، داوری محدود مرزهای دریایی نیوفاند لند / نوا اسکوشیا، ویوندی یونیورسال برابر آرژانتین، Mondev International علیه ایالات متحده آمریکا، Yaung Chi Oo مقابل میانمار، SGS در مقابل فیلیپین، و داوری MOX Plant.
در اکتبر ۲۰۱۲، کرافورد با حمایت دولت استرالیا به عنوان قاضی دادگاه بین‌المللی دادگستری معرفی شد. در نوامبر ۲۰۱۴، وی با اکثریت مطلق آراء مجمع عمومی سازمان ملل و شورای امنیت به عنوان قاضی دادگاه بین‌المللی حقوق بشر انتخاب شد و دوره خود را در سال ۲۰۱۵ آغاز کرد.

## افتخارات
کرافورد در سال ۲۰۰۳ توسط دانشگاه کمبریج دکتر شد. وی دارای مدرک دکترای افتخاری از دانشگاه پانتئون-سوربن، دانشگاه کاتولیک پیتر پازمانی، بوداپست، دانشگاه آمستردام و دانشگاه دانشگاه آدلاید است. وی در سال ۲۰۱۰ توسط دانشگاه ژنو جایزه جهانی نسیم حبیف و مدال هادسون توسط انجمن حقوق بین‌الملل آمریکایی و جایزه فارغ التحصیلان برجسته دانشگاه آدلاید به ترتیب در سال ۲۰۱۲ اهدا شد.
در سال ۲۰۰۰، وی به عنوان عضو آکادمی بریتانیا (FBA) انتخاب شد.

## آثار

### انتشارات
- جیمز کرافورد، شانس، نظم، تغییر: دوره حقوق بین‌الملل (برل / نیژوف ۲۰۱۴).
- جیمز کرافورد، مسئولیت ایالتی (CUP 2013).
- جیمز کرافورد (ویرایش)، اصول حقوق بین‌الملل عمومی براونلی (OUP 2012).
- جیمز کرافورد، همدم کمبریج با حقوق بین‌الملل (CUP 2012).
- جیمز کرافورد، آلن پلت و سیمون اولسون (eds)، قانون مسئولیت بین‌المللی (OUP 2010).
- جیمز کرافورد، آفرینش کشورها در حقوق بین‌الملل (چاپ دوم، OUP 2006).
- جیمز کرافورد اسقف و W مایکل ریزمن، اختلافات مربوط به سرمایه‌گذاری خارجی. موارد، مطالب و تفسیر (Kluwer 2005).
- جیمز کرافورد و برایان اوپسکین، دادگاه‌های حقوق استرالیا (چاپ چهارم، OUP 2004).
- جیمز کرافورد، حقوق بین‌الملل به عنوان یک سیستم باز. مقاله‌های منتخب (کامرون مه ۲۰۰۲).
- جیمز کرافورد، مقالات کمیسیون حقوق بین‌الملل در مورد مسئولیت ایالتی: مقدمه، متن و نظرات (CUP 2002).
- جیمز کرافورد و فیلیپ آلستون، آینده نظارت بر پیمان حقوق بشر سازمان ملل (CUP 2000).
- جیمز کرافورد (ویرایش)، حقوق مردم (OUP 1988).
- جیمز کرافورد، آفرینش کشورها در حقوق بین‌الملل (OUP 1979) (اقتباس از پایان‌نامه DPhil).

علاوه بر این، کرافورد از سال ۱۹۹۴ سردبیر سالنامه حقوق بین‌الملل انگلیس و سردبیر ارشد از زمان بازنشستگی ایان براونلی از آکسفورد در سال ۲۰۰۰ بود. او همزمان با ویراستار مطالعات کمبریج در حقوق بین‌الملل و تطبیقی و گزارش‌های ICSID است. از ۲۰۰۲–۲۰۰۵ او عضو هیئت تحریریه بررسی تجارت جهانی بود. از سال ۲۰۰۴، او عضو هیئت مدیره مجله آمریکایی حقوق بین‌الملل است. وی مقالات ژورنالی را به داور همکار منتشر کرده است، از جمله، فصلنامه حقوق بین‌الملل و تطبیقی، مجله آمریکایی حقوق بین‌الملل، سالنامه حقوق بین‌الملل بریتانیا و سایر مجلات مهم بین‌المللی حقوق. وی خزانه دار ارشد  مجله حقوق بین‌الملل و تطبیقی کمبریج است.

### سخنرانی
سخنرانی جیمز کرافورد با عنوان مقالات کمیسیون حقوق بین‌الملل در مورد مسئولیت دولت: گذشته و آینده در سری سخنرانی‌های کتابخانه حقوق بین‌الملل سمعی و بصری سازمان ملل

## کتابشناسی - فهرست کتب
یادداشت مقدماتی توسط جیمز کرافورد در مورد مقالات مربوط به مسئولیت ایالتها در قبال اعمال بین‌الملل اشتباه در بایگانی تاریخی کتابخانه سمعی و بصری سازمان ملل در حقوق بین‌الملل